# Pablo Bengoechea
Pablo Javier Bengoechea Dutra (Rivera, 27 giugno 1965) è un allenatore di calcio ed ex calciatore uruguaiano, di ruolo centrocampista.

## Carriera

### Giocatore

#### Club
Bengoechea inizia la carriera professionistica nei Montevideo Wanderers, squadra dalla quale il Siviglia lo preleva nel 1987; nei 5 anni con gli spagnoli, El Diez segna 26 gol in 135 presenze, diventando uno dei calciatori più importanti di quel periodo nelle file della squadra dell'Andalusia, dalla quale si separa nel 1992, per approdare in Argentina, al Gimnasia La Plata, dove rimane per una sola stagione, collezionando 16 presenze e 5 reti. L'ultima squadra della sua carriera è quella di cui Bengoechea veste i colori per 10 anni, il Penarol. Con i gialloneri di Montevideo Bengoechea vince 5 titoli dal 1993 al 1997, poi altri due nel 1999 e nel 2003, e altre competizioni nazionali.

#### Nazionale
Bengoechea veste la maglia della Celeste per 11 anni, partecipando al campionato del mondo 1990 e alla vittoriosa Copa América 1995.

### Allenatore
Ha allenato la Nazionale del Perù dal 4 marzo 2014 al 18 dicembre dello stesso anno.
Dal 23 dicembre 2014 ad aprile 2016 ha guidato il Peñarol.

## Palmarès

### Giocatore

#### Competizioni nazionali
- Campionato di calcio uruguaiano: 7

Peñarol: 1993, 1994, 1995, 1996, 1997, 1999, 2003
- Copa Artigas: 1

Peñarol: 1997

### Allenatore

#### Competizioni nazionali
- Campionato peruviano: 1

Alianza Lima: 2017